# 西里喜行
西里 喜行（にしざと きこう、1940年 - 2024年2月2日）は、日本の沖縄史学者、琉球大学名誉教授。
中琉日関係史の研究に尽くし、琉球王府の外交文書「歴代宝案」の編さん事業に長年携わった。

## 生涯
沖縄県竹富島生まれ。1969年京都大学大学院文学研究科博士課程（東洋史学専攻）単位取得満期退学。1970年琉球大学教育学部講師。1972年同大学助教授。1983年同大学教授。1996年定年退官、名誉教授。2004年「清末中琉日関係史の研究 琉球所属問題始末」で京都大学文学博士。
1987年から2003年まで琉球王国評定所文書編集委員会委員、1990年以降は県歴代宝案編集委員会委員、1991年以降は県歴代宝案編集委員会作業部会委員。この間に作業部会長も務めた。2018年に東恩納寛惇賞（琉球新報社主催）受賞、2020年、瑞宝中綬章受章。
2024年2月2日、心筋梗塞のため、宜野湾市の自宅で死去した。83歳没。死没日付をもって正四位に叙された。

## 人物
- 琉球側の「主権」の問題に着目し、日本や中国との関係を研究。
- 「琉球処分」について、琉球側の動向を重視した新たな考察が評価された。
- 琉球王国評定所文書、歴代宝案の編集事業をけん引し、人材育成にも尽力した。
- 市町村史の編さん事業にも携わった。
- 著書には「清末中琉日関係史の研究」など、中琉日関係史が多数ある。

## 著書
- 『沖縄近代史研究 旧慣温存期の諸問題』沖縄時事出版 1981
- 『論集・沖縄近代史 沖縄差別とは何か』沖縄時事出版 1981
- 『近代沖縄の寄留商人』ひるぎ社 1982
- 『バウン号の苦力反乱と琉球王国 揺らぐ東アジアの国際秩序』榕樹書林 2001
- 『清末中琉日関係史の研究』京都大学学術出版会 2005

### 共著
- 『県史47 沖縄県の歴史』豊見山和行,高良倉吉,真栄平房昭共著 山川出版社 2004
- 『沖縄県の歴史』安里進,高良倉吉, 田名真之,豊見山和行,真栄平房昭共著 山川出版社 2004

翻訳
- 徐恭生『中国・琉球交流史』上里賢一共訳 ひるぎ社 1991